# Italia ai X Giochi paralimpici invernali
L'Italia ha partecipato ai X Giochi paralimpici invernali di Vancouver (12 - 21 marzo 2010) con una delegazione di 35 atleti concorrenti in 4 delle 5 discipline del programma (non vi sono stati rappresentanti nel biathlon). Il portabandiera azzurro è stato Gianmaria Dal Maistro.

## Partecipanti
- Sci alpino: 9 atleti
- Sci di fondo: 6 atleti
- Curling in carrozzina: 5 atleti (skip Andrea Tabanelli)
- Hockey su slittino: 15 atleti

## Medaglie
| Riepilogo quotidiano | Riepilogo quotidiano | Riepilogo quotidiano | Riepilogo quotidiano | Riepilogo quotidiano | Riepilogo quotidiano |
| -------------------- | -------------------- | -------------------- | -------------------- | -------------------- | -------------------- |
| Giorno               | Data                 | Oro                  | Argento              | Bronzo               | Totale               |
| 1º                   | 13                   | 0                    | 0                    | 0                    | 0                    |
| 2º                   | 14                   | 0                    | 0                    | 1                    | 1                    |
| 3º                   | 15                   | 0                    | 0                    | 1                    | 1                    |
| 4º                   | 16                   | 0                    | 0                    | 0                    | 0                    |
| 5º                   | 17                   | 0                    | 0                    | 1                    | 1                    |
| 6º                   | 18                   | 0                    | 1                    | 0                    | 1                    |
| 7º                   | 19                   | 0                    | 1                    | 0                    | 1                    |
| 8º                   | 20                   | 0                    | 1                    | 0                    | 1                    |
| 9º                   | 21                   | 1                    | 0                    | 0                    | 0                    |
| Totale               | Totale               | 1                    | 3                    | 3                    | 7                    |

### Medaglie d'oro
| Medaglie | Atleta               | Sport        | Evento               | Data |
| -------- | -------------------- | ------------ | -------------------- | ---- |
| Oro      | Francesca Porcellato | Sci di fondo | 1 km sprint, sitting | 21   |

### Medaglie d'argento
| Medaglie | Atleta                | Sport        | Evento                            | Data |
| -------- | --------------------- | ------------ | --------------------------------- | ---- |
| Argento  | Enzo Masiello         | Sci di fondo | 10 km tecnica classica, sitting   | 18   |
| Argento  | Melania Corradini     | Sci alpino   | Super-G, standing                 | 19   |
| Argento  | Gianmaria Dal Maistro | Sci alpino   | Supercombinata, visually impaired | 20   |

### Medaglie di bronzo
| Medaglie | Atleta                | Sport        | Evento                             | Data |
| -------- | --------------------- | ------------ | ---------------------------------- | ---- |
| Bronzo   | Gianmaria Dal Maistro | Sci alpino   | Slalom gigante, visually impaired  | 14   |
| Bronzo   | Enzo Masiello         | Sci di fondo | 15 km tecnica classica, sitting    | 15   |
| Bronzo   | Gianmaria Dal Maistro | Sci alpino   | Slalom speciale, visually impaired | 17   |

## Risultati nei tornei a squadre
- Curling in carrozzina: l'Italia si classifica 5ª dopo aver perso lo spareggio cion la Svezia per l'accesso alle semifinali
- Hockey su slittino: l'Italia, eliminata nel torneo di qualificazione, si classifica al 7º posto battendo la Svezia nella finalina 7º/8º posto